# Schlacht bei Wagram
Sacile – Teugn-Hausen – Weichselfeldzug – Raszyn – Abensberg – Landshut – Eggmühl – Regensburg – Neumarkt – Ebelsberg – Piave – Aspern – Sankt Michael – Stralsund – Bergisel – Raab/Győr – Graz – Wagram – Korneuburg – Stockerau – Gefrees – Hollabrunn (Schöngrabern) – Znaim – Walcheren–Schlacht an der Baskischen Reede

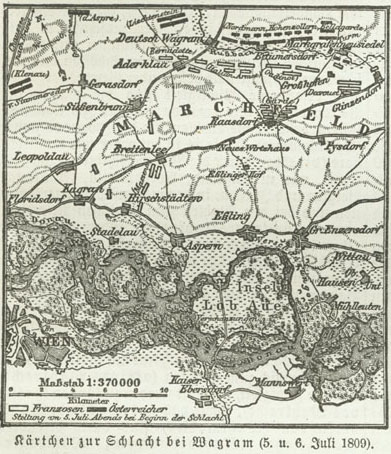
Karte der Schlacht bei Wagram

In der Schlacht bei Wagram am 5. und 6. Juli 1809 besiegten Napoleons französische Truppen Erzherzog Karl von Österreichs österreichische Armee in der Nähe von Wien. Dies war gleichzeitig das Ende des Fünften Koalitionskrieges. Die Schlacht wurde auf dem Marchfeld in der Ebene zwischen der Donauauenregion Lobau und der niederösterreichischen Ortschaft Deutsch-Wagram geführt. Maximal 300.000 Soldaten trafen in dieser bis dahin größten Schlacht der napoleonischen Kriege aufeinander, in der die Artillerie eine entscheidende Rolle spielte. Insgesamt beliefen sich die Verluste auf bis zu 78.000 Soldaten, wobei die Österreicher mehr Soldaten verloren als die Franzosen und deren Verbündete.

## Vorgeschichte
Nach der taktischen Niederlage in der Schlacht bei Aspern am 22. Mai 1809 verstärkte Napoleon seine Hauptarmee durch die Bayrische Division unter General Wrede. Gleichzeitig bereitete er seine Truppen auf der Insel Lobau östlich von Wien für einen zweiten Angriff vor, der den Krieg entscheiden sollte. Während andere Teile der österreichischen Armee seine Generäle Marmont in Dalmatien und Poniatowski in Galizien beschäftigten, führte die gleichzeitige Revolte von Andreas Hofer in Tirol dazu, dass Napoleon keine weiteren bayrischen Truppen an sich ziehen konnte.

Zur gleichen Zeit drohte auch England mit Truppenlandungen an der Nordseeküste, was dazu führte, dass auch aus Frankreich nicht mit Ersatz gerechnet werden konnte. Aus diesen Gründen hatte Napoleon bereits vorsorglich auch seine italienische Armee nach Norden berufen. Die Truppen des Vizekönigs Eugène de Beauharnais mussten aber zuvor versuchen, die sich ihr entgegenstellende Armee von Innerösterreich unter Erzherzog Johann zu schlagen. Eugene verfolgte den Gegner erfolgreich durch die Steiermark und konnte ihm am 14. Juni in der Schlacht bei Raab empfindliche Verluste beibringen. Trotzdem versuchte Erzherzog Johann seinerseits, dem Befehl seines Bruders Karl zu folgen und diesem sein etwa noch 13.000 Mann starkes Korps als Verstärkung durch Umwege über Marchegg zuzuführen. Der über diese Vorgänge informierte Napoleon traf derweil in der Lobau selbst Vorbereitungen, die österreichische Hauptarmee Erzherzog Karls nochmals anzugreifen.

## Aufmarsch der gegnerischen Truppen
Anfang Juli glich die Lobau einem riesigen Nachschublager. Napoleon war nach der Ankunft der italienischen Armee an Truppenzahl dem Gegner überlegen und an Material vollständig aufgerüstet, um erfolgreich eine neue Schlacht wagen zu können. Beim nächtlichen Lobauübergang vom 4. auf den 5. Juli kam es zu Verzögerungen, da der Stabschef Napoleons, Marschall Louis-Alexandre Berthier, irrtümlicherweise zwei Korps dieselbe Brücke zur Flussüberquerung zugewiesen hatte. Die Korps Davout, Masséna und Oudinot konnten, mehrere Übergänge benutzend, allerdings rechtzeitig ihre Aufmarschpositionen bei Aspern-Eßling einnehmen. Bernadotte und die sächsischen Truppen schlossen sich ihnen an, so dass bereits um drei Uhr morgens 40.000 Mann zwischen Mühlleiten auf der Schusterwiese und dem Haselgrund übergesetzt waren. Bei Wittau bildete das III. Korps den rechten Flügel. Am 5. Juli mittags war der Aufmarsch abgeschlossen, am Brückenkopf gegenüber Groß-Enzersdorf hatten die Franzosen für den ersten Angriff über 150.000 Soldaten versammelt.
Napoleons Armee bestand am 5. Juli aus folgenden Truppenteilen:
- IV. Korps kommandiert von Masséna
- Sächsisches IX. Korps kommandiert von Bernadotte
- II. Korps kommandiert von Oudinot
- III. Korps kommandiert von Davout
- Imperiale Garde
- Kavalleriereserve (Bessieres)
- Italienische Armee mit dem V. und VI. Korps, kommandiert von Jacques MacDonald und Paul Grenier

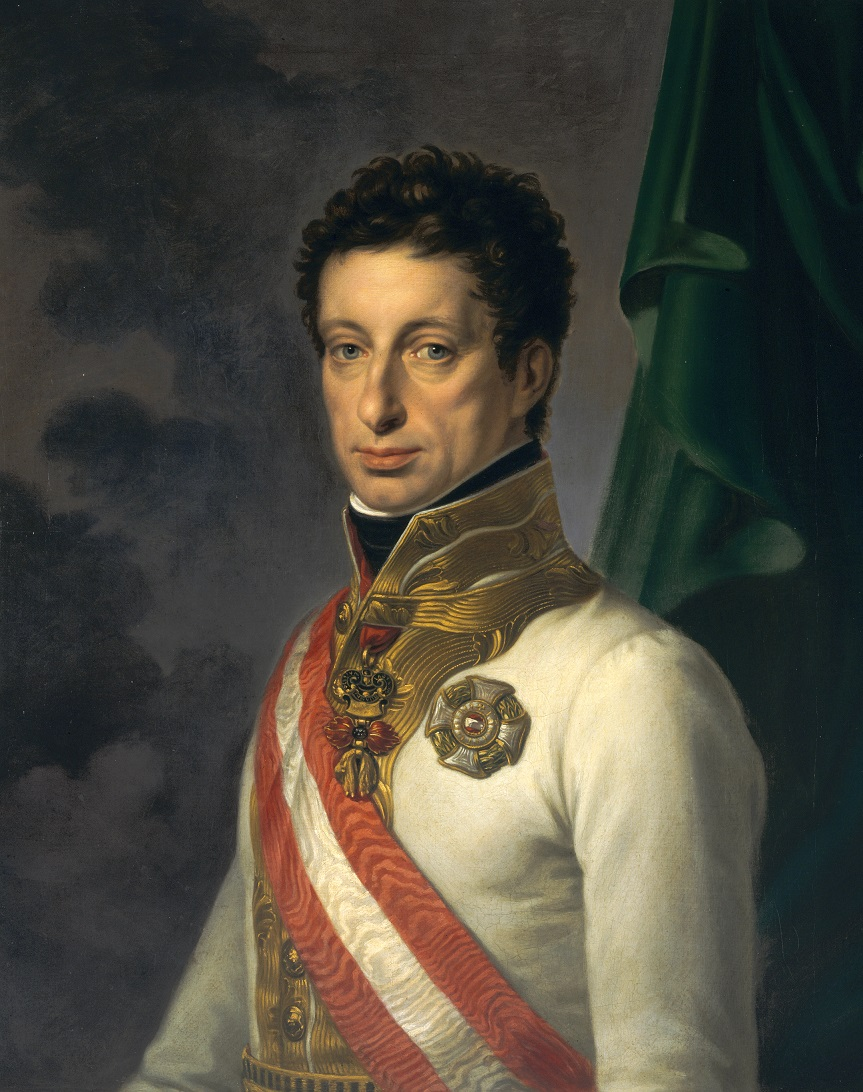
Erzherzog Karl von Österreich

Auf der anderen Seite des Schlachtfelds führte Erzherzog Karl 136.500 Soldaten ins Feld und positionierte seine Korps auf den Höhen hinter dem Rußbach. Sein V. Korps unter Fürst Reuß stand jederzeit abrufbar mit weiteren 13.000 Mann im Raum Bisamberg zur Sicherung der rückwärtigen Verbindungen und wurde bereits näher ans Schlachtfeld auf Nußdorf herangezogen. Seinen ursprünglichen Plan, dem Feind im offenen Marchfeld entgegenzutreten, hatte er auf Rat seines Generalstabschefs Maximilian von Wimpffen jedoch schnell aufgegeben, da dieser bereits erkannt hatte, dass die Zahl der französischen Eskadronen erheblich größer war als die der eigenen.
Die österreichische Armee bestand am ersten Schlachttag aus 160 Bataillonen und 148 Eskadronen:
- Avantgarde (Nordmann)
- I. Korps (Bellegarde)
- II. Korps (Hohenzollern-Hechingen)
- III. Korps (Kolowrat-Krakowsky)
- IV. Korps (Rosenberg)
- VI. Korps (Klenau)
- Reservekorps (Liechtenstein)
- Reservekavallerie (Hessen-Homburg)

## Der erste Kampftag

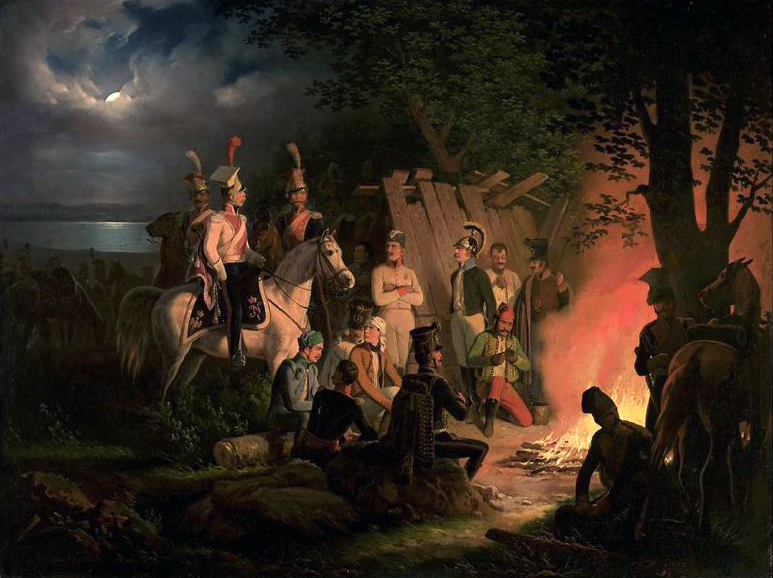
Biwak polnischer Ulanen bei Wagram, Ölgemälde von January Suchodolski (1797–1875)

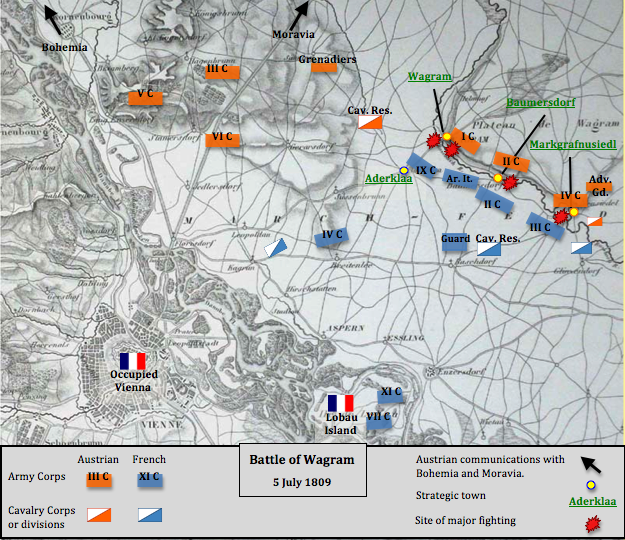
Die Lage am 5. Juli abends

Während des gesamten Aufmarsches am 5. Juli wurden die französischen Truppen durch die österreichische Artillerie unter der Leitung des Obersten Josef von Smola von den Rußbachhöhen aus beschossen. Die österreichischen Befestigungen begannen bei Stadlau und reichten über Eßling und Groß-Enzersdorf bis in die Herren-Au. Sie waren von der Vorhut des Korps Klenau und der Avantgarde der Division Nordmann gesichert; die österreichische Hauptmacht lag abwartend dahinter und bereitete die Sicherung der Verteidigungslinie am Rußbach vor. Groß-Enzersdorf wurde während dieser Kämpfe in Brand geschossen, die Brigade Mayer der Division Nordmann hielt den Ort bis 9 Uhr Vormittag im hinhaltenden Kampf.

Die österreichische Division Frehlich wurde zwischen Rutzendorf über Kimmerleinsdorf und Orth angegriffen und musste auf die Linie Wittau – Probstdorf zurückgehen. Einige österreichische Vorposten im Bereich der Orte Aspern und Eßling wurden vertrieben, und bis Mittag befand sich die Gegend um beide Orte in der Hand des Korps Masséna. Am Spätnachmittag stand die französische Armee in einem Halbkreis, fächerartig aufmarschiert, den Österreichern gegenüber. Am äußersten linken Flügel stand Masséna und hatte das österreichische VI. Korps unter Klenau über Eßling auf Aspern zurückgedrängt. Das französische Zentrum entwickelte sich bereits zwischen Aderklaa und Parbarsdorf, links das Korps Bernadotte, in der Mitte die Truppen MacDonalds, rechts davon das Korps Oudinot.

Das Korps Davout war über Rutzendorf und Glinzendorf vorgegangen und bildete vor Markgrafneusiedl die äußere rechte Flanke. Das Korps Bernadotte drängte mit seiner Division Dupas das österreichische II. Korps des Fürsten von Hohenzollern aus Raasdorf hinaus und zwang es bei Parbasdorf (damals Baumersdorf), hinter den Rußbach zurückzugehen. Die schweren Kämpfe beim Rückzug über Raasdorf nach Parbasdorf trug fast allein das Korps Hohenzollern. Generalmajor Ignaz Graf zu Hardegg wies dabei alle weiteren Angriffe auf Parbasdorf zurück. Die Divisionen unter Feldmarschallleutnant Brady und Siegenthal hatten große Verluste, verblieben dann aber hinter dem Rußbach in gut geschützter Verteidigungsstellung; hier erfolgten am nächsten Tag auch keine große Angriffe mehr.

Am östlichen Abschnitt der Schlacht deckten die Husaren des Generalmajors Provencheres und die Division Radetzky den Rückzug des IV. Korps Rosenberg auf Markgrafneusiedl, die Kavallerie unter Feldmarschallleutnant Nostitz deckte ganz außen stehend den rechten Flügel. Bei Einbruch der Dunkelheit befahl Napoleon nochmals einen Angriff. Er versuchte so, die Schlacht noch an diesem Tag zu entscheiden, bevor die österreichischen Reserven am nächsten Tag noch entscheidend eingreifen könnten. Der von MacDonalds Truppen geführte Angriff war aber kaum koordiniert, und obwohl die Truppen kurzfristig die Höhen hinter Wagram erobern konnten, wurden sie durch das wieder haltende österreichische Korps Bellegarde und starken Beschuss zurückgedrängt.

Erzherzog Karl hatte noch am Abend Befehl erteilt, die große Brücke Napoleons über den Hauptarm des Stromes bei Kaiserebersdorf durch brennende Flöße zu zerstören. Vier Schiffe wurden mit Pulver und Brennmaterial versehen und durch den Hauptmann Magdeburg aus der Schwarzen Lacken in den Hauptarm gebracht. Am Schierlingsgrund stellten sich dem Projekt, nachdem alle Inseln rundum vom Feind besetzt worden waren, aber unüberwindliche Schwierigkeiten entgegen. Die Flöße wurden dem Strom überlassen, gerieten vorzeitig auf Grund und erreichten ihr Ziel nicht. Die österreichische Armee ging hinter den Rußbach und vor Wagram in die Nachtruhe über, Vorposten hielten in Parbasdorf Feindfühlung. Zwischen Wagram und Gerasdorf formierte sich für den nächsten Tag das Grenadierkorps des Fürsten Liechtenstein, je eine Brigade vorgeschoben bei Süßenbrunn und Aderklaa.

D’Aspres Grenadierdivision nächtigte bei Seyring, die Truppen des VI. Korps ruhten jetzt bei Stammersdorf, das III. Korps lag hinter diesen bei Hagenbrunn. Napoleon verbrachte die Nacht unter freiem Himmel in Raasdorf, er wollte die Entscheidung am nächsten Tag erzwingen und beriet sich spätabends noch mit Marschall Davout über das für nächsten Tag geplante Vorgehen auf Markgrafneusiedl. Seine neuen Dispositionen befahl das Korps Masséna vom linken Flügel an der Donau zurück, näher über Breitenlee an das Zentrum heran, am äußersten linken Flügel beließ er jedoch die Division Boudet zum Schutze des besetzten Eßling sowie der nördlichen Lobauübergänge.

## Der zweite Kampftag
Napoleon hatte sich für den zweiten Schlachttag, trotz schwerer Verluste am Vortag, durch das Heranziehen der bayerischen Division und des XI. Korps unter Marmont verstärken können; er verfügte jetzt über 159.500 Mann, davon 29.000 Reiter; die Zahl seiner Feldgeschütze erreichte jetzt 488. Die Österreicher hatten am Vortag etwa 6000 Mann verloren und verfügten am zweiten Tag über nur noch 113.500 Mann Infanterie, 14.600 Reiter und 414 Geschütze. Besonders bei der Kavallerie erreichten die Franzosen eine erdrückende Überlegenheit; ihren 250 Eskadronen standen nur 148 bei den Österreichern gegenüber. Im Morgengrauen des 6. Juli führten die Österreicher einen ersten Gegenangriff auf die französische rechte Flanke aus.

Dieser Angriff war gegen Glinzendorf und Großhofen gerichtet und wurde durch die Division Radetzky geführt, diente aber als Ablenkung, um die französische Reserven auf diese Seite zu ziehen. Der eigentliche Angriff zielte auf die französische Front bei der Ortschaft Aderklaa. Dort schafften es dann zwei österreichische Korps – das I. unter Bellegarde und das Grenadierkorps Liechtensteins, Bernadottes sächsisches IX. Korps wieder aus dem Ort zu vertreiben. Der Gegenangriff Massénas mit seiner zuerst eingetroffenen Division Carra Saint-Cyr scheiterte ebenso, wie der von der sächsischen Division Zezschwitz vorgetragene.

Letztere Division geriet dabei buchstäblich in eine Gasse und wurde im Kreuzfeuer fast völlig aufgerieben. Dabei stifteten die hellen Uniformen der Sachsen zusätzliche Verwirrung, weil die aus Eßling laufend eintreffenden Divisionen Legrand und Molitor sie bei ihrem Eingreifen oftmals mit den Österreichern verwechselten. Rechts anschließend ließ derweil FZM Johann Karl von Kolowrat sein noch frisches III. Korps seit Vormittag über Süßenbrunn vorgehen und griff jetzt im Sturmschritt gegen Raasdorf an und drang bis zum neuen Wirtshause des Dorfes vor, konnte sich dort aber nicht behaupten und musste seinen rechten Flügel, die Division Vukassovich, auf Breitenlee zurückziehen.

Das VI. Korps unter Klenau hatte in der Früh seine Positionen auf den Höhen bei Stammersdorf verlassen und rückte jetzt mit einer Division unter Feldmarschallleutnant Vincent westlich Leopoldau über Kagran ebenfalls zum Angriff gegen den Aufgrund vor. Der Division Hohenfeld, welche am linken Flügel Klenaus die Verbindung mit dem vorrückenden Korps Kolowrat bei Breitenlee herstellen wollte, war kein Erfolg beschieden. Die zweite Division unter Feldmarschallleutnant Kottulinsky griff aber mit Artillerieunterstützung zwischen Breitenlee und Hirschstetten die linke Flügeldivision des französischen IV. Korps heftig an. Die französische Division Boudet wurde dabei von Truppen der Brigade Vecsey wieder aus Aspern hinausgeworfen, zog sich teils in die Mühlau, mit anderen Teilen aber über Eßling bis auf Groß-Enzersdorf zurück. Die französischen Batterien aus der Lobau geboten danach dem Korps Klenau eisernen Halt.

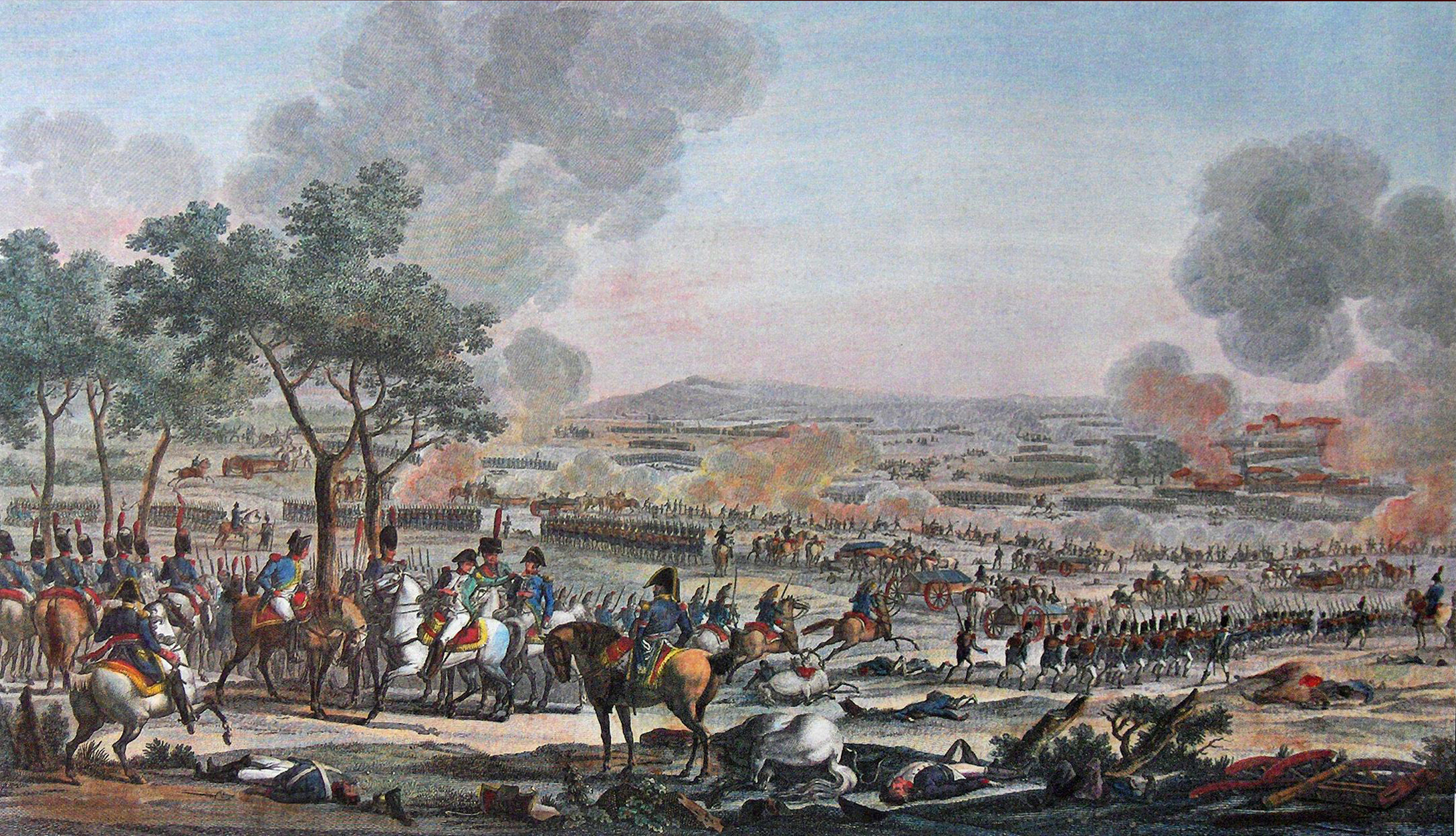
Schlacht bei Wagram

Erzherzog Karl beobachtete derweil auf den Höhen von Parbasdorf besorgt das Schlachtgeschehen im Zentrum und befahl den Angriff seiner Grenadier-Reserve.
Um den österreichischen Angriff im Zentrum bei Aderklaa aufzuhalten, zog Napoleon weitere Verstärkungen und 112 Kanonen zusammen; zudem ließ er frische Kavallerieverbände zum Gegenangriff antreten. Gleichzeitig waren die Divisionen Legrand und Molitor aus Massénas Korps herangekommen, um zusammen mit der Kavallerie unter General Lasalle zur Stabilisierung der Front beim sächsischen Korps zu sorgen. Mit ihrer Übermacht konnten sie die bedrängte Schlachtlinie wiederherstellen und Bellegarde zum Halten zwingen. Beim Korps Oudinot kam es am rechts anschließenden Abschnitt Parbasdorf vor dem Rußbach zu keinem Vorgehen; es reichte, wenn er das Korps Hohenzollern an sich fesselte.

Die Entwicklung auf der rechten Flanke entwickelte sich für die französische Seite ebenfalls erfolgreich. Das Korps Davout stieß auf das brennende Markgrafneusiedl vor. Um den Ort brach ein verlustreicher Infanteriekampf zwischen Davouts Korps und dem österreichischen IV. Korps unter Rosenberg aus. Die österreichische Avantgarde unter Feldmarschallleutnant von Nordmann, welche den linken Flügel Rosenbergs bildete, war nach erbitterter Gegenwehr auf die östlichen Anhöhen von Markgrafneusiedl zurückgedrängt worden. Marschall Davout versuchte, durch Umgruppierungen seine hier zäh errungenen Vorteile zu nutzen. Seine Divisionen Puthod und Gudin rückten neuerlich zum Großangriff auf Markgrafneusiedl vor.

Beim Abwehrkampf ihrer Positionen erlitt das österreichische Infanterie-Regiment Nr. 49 schwere Verluste; dabei verlor der zum Aushalten aufmunternde Feldmarschallleutnant von Nordmann sein Leben. Davouts rechter Flügel, die Divisionen Friant und Morand vollzogen bereits eine wirksame Umfassung des österreichischen linken Flügels. Die französische Kürassierdivision unter Arrighi, Herzog von Padua, entriss dabei der Kavalleriebrigade Frehlich den Ort Ober-Siebenbrunn. Nach Rosenbergs Abzug in Richtung auf Wolkersdorf wurde auch Hohenzollerns Stellung hinter dem Rußbach unhaltbar.

Der entscheidende Angriff gegen das österreichische Zentrum wurde aber von General MacDonald geführt, der dafür später zum Marschall ernannt wurde. Er teilte seine Truppen in Formationen zu je etwa 8000 Soldaten auf, eröffnete einen schweren Artilleriebeschuss und verschleierte den Angriff durch Reiterangriffe. Dabei attackierten Lasalle links und Nansouty rechts. Die vorgehenden Karrees vermochten im folgenden Nahkampf, das erschütterte Zentrum der Österreicher unter Graf Bellegarde zurückzudrängen. Obwohl das opfervolle Eingreifen des österreichischen Grenadierkorps unter Feldmarschallleutnant Konstantin d’Aspre durch einen Gegenangriff der wankenden Front noch kurz Halt gab, wurde sie hier auseinandergerissen und letztlich aufgerollt. Bei diesem Angriff fiel auf französischer Seite der Husarengeneral Lasalle und auf der anderen wurde Feldmarschalleutnant d’Aspre tödlich verwundet.

Erzherzog Karl befahl gegen 15.00 Uhr zur Rettung seines Gros den sofortigen Rückzug auf Znaim. Das Korps Bellegarde ging zwischen Aderklaa und Wagram hinter den Rußbach zurück und entzog sich seiner Umfassung durch den Rückzug auf die Höhen hinter Gerasdorf. Die Kavallerie des Fürsten von Liechtenstein deckte dabei den geordneten Rückzug hinter Aderklaa. Das österreichische III. Korps unter Karl von Kolowrat hielt bei Süßenbrunn solange stand, bis der Rückzug des Korps Klenau über Hirschstetten auf Leopoldau abgeschlossen war. Das II. Korps des Fürsten von Hohenzollern-Hechingen ging vor Oudinot über Reuhof zurück und formierte sich neu zwischen Seyring und Pillichsdorf. Erzherzog Johann war von Preßburg her erst am 6. Juli mittags in Marchegg eingetroffen und hatte es nicht mehr rechtzeitig geschafft, seinem Bruder Karl seine noch 11.200 Soldaten zuzuführen. Um 6 Uhr abends kam er zu spät bei Leopoldsdorf an, die Kampfkraft der marschmüden Soldaten hätte für eine Umkehr der Verhältnisse auch nicht mehr ausgereicht.

## Folgen

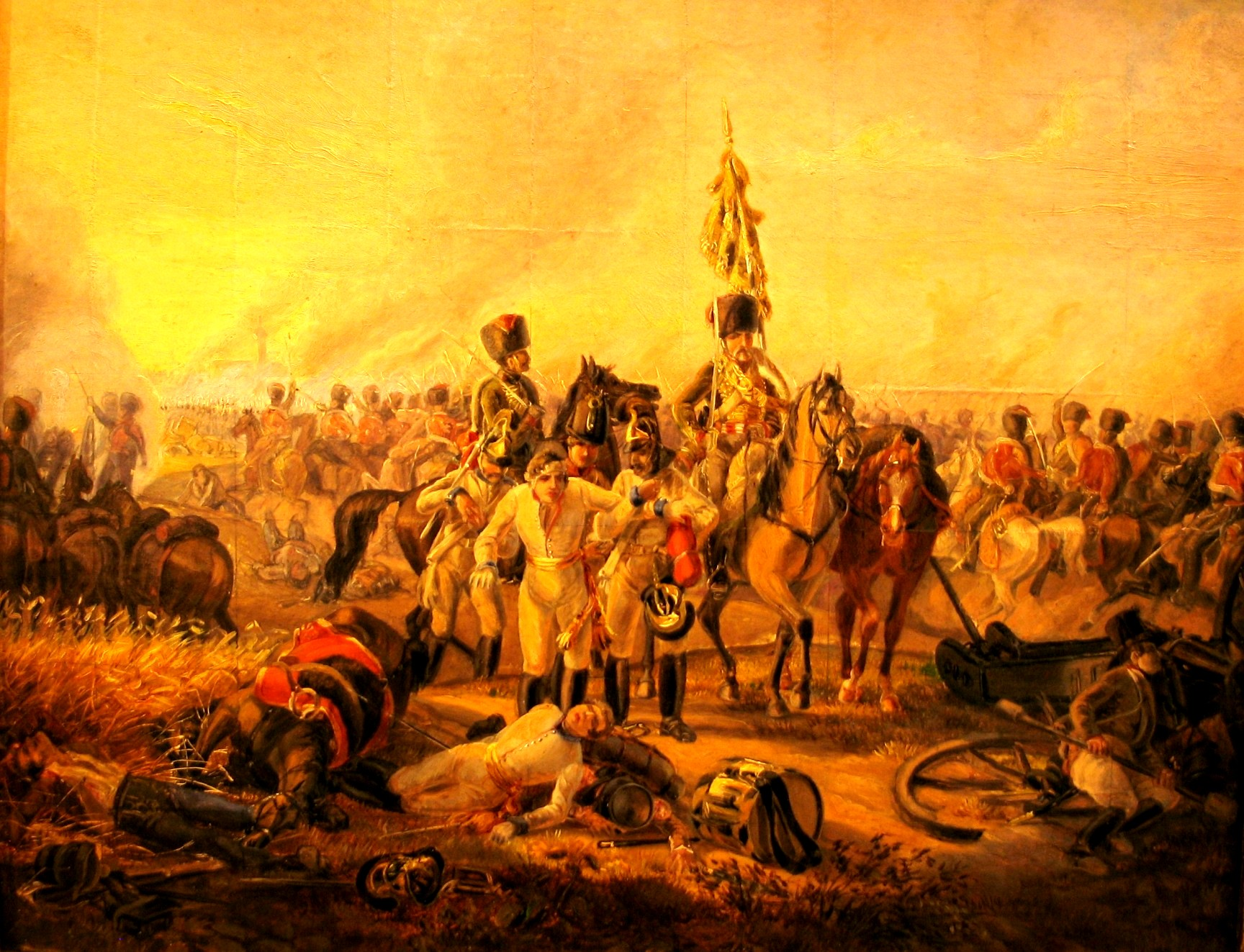
Nach der Schlacht bei Wagram, 6. Juli 1809. Gemälde von Albrecht Adam (zugeschrieben, Heeresgeschichtliches Museum Wien)

Fünf Tage nach der Schlacht trafen die Franzosen in der Schlacht bei Znaim auf die zurückgehenden Österreicher. Als Folge dessen schlug Erzherzog Karl einen Waffenstillstand vor, der von Napoleon wegen seiner eigenen militärischen Unterlegenheit angenommen wurde. Erzherzog Karl wurde deshalb von Kaiser Franz I. als Oberbefehlshaber entlassen. Österreich musste am 14. Oktober 1809 den Frieden von Schönbrunn schließen. Wagram war die erste Schlacht, in der es Napoleon nicht gelang, bei einem Sieg nur wenige Verluste zu verzeichnen. Die Verluste der Franzosen beliefen sich auf 34.000, was die von 24.000 Mann bei der Schlacht von Aspern-Eßling einige Wochen zuvor noch übertraf.

Im Laufe der Zeit führten diese hohen Verluste zu einem steigenden Qualitätsverlust in Erfahrung und Kompetenz der französischen Armee. Unter den Gefallenen befanden sich nicht nur erfahrene Mannschaften, Unteroffiziere und Offiziere, sondern auch über dreißig Generäle verschiedener Ränge, was alles nur schwer zu kompensieren war. Berthier erhielt in der noblesse impériale den Titel eines Prince de Wagram, der an die Schlacht erinnern sollte. Bernadotte wurde wegen seiner Erfolglosigkeit das Kommando entzogen, und er musste zeitweilig die Grande Armée verlassen. Er wurde 1809 Kronprinz von Schweden und in weiterer Folge ein wichtiger Bündnispartner der sechsten Koalition gegen Napoleon. Nach der Schlacht wurden MacDonald und Oudinot Marschallstäbe überreicht. Ein Lied mit der Textzeile „Frankreich wählte MacDonald, die Armee wählte Oudinot, die Freundschaft wählte Marmont“ wurde anschließend in der Armee gesungen.

## Trivia

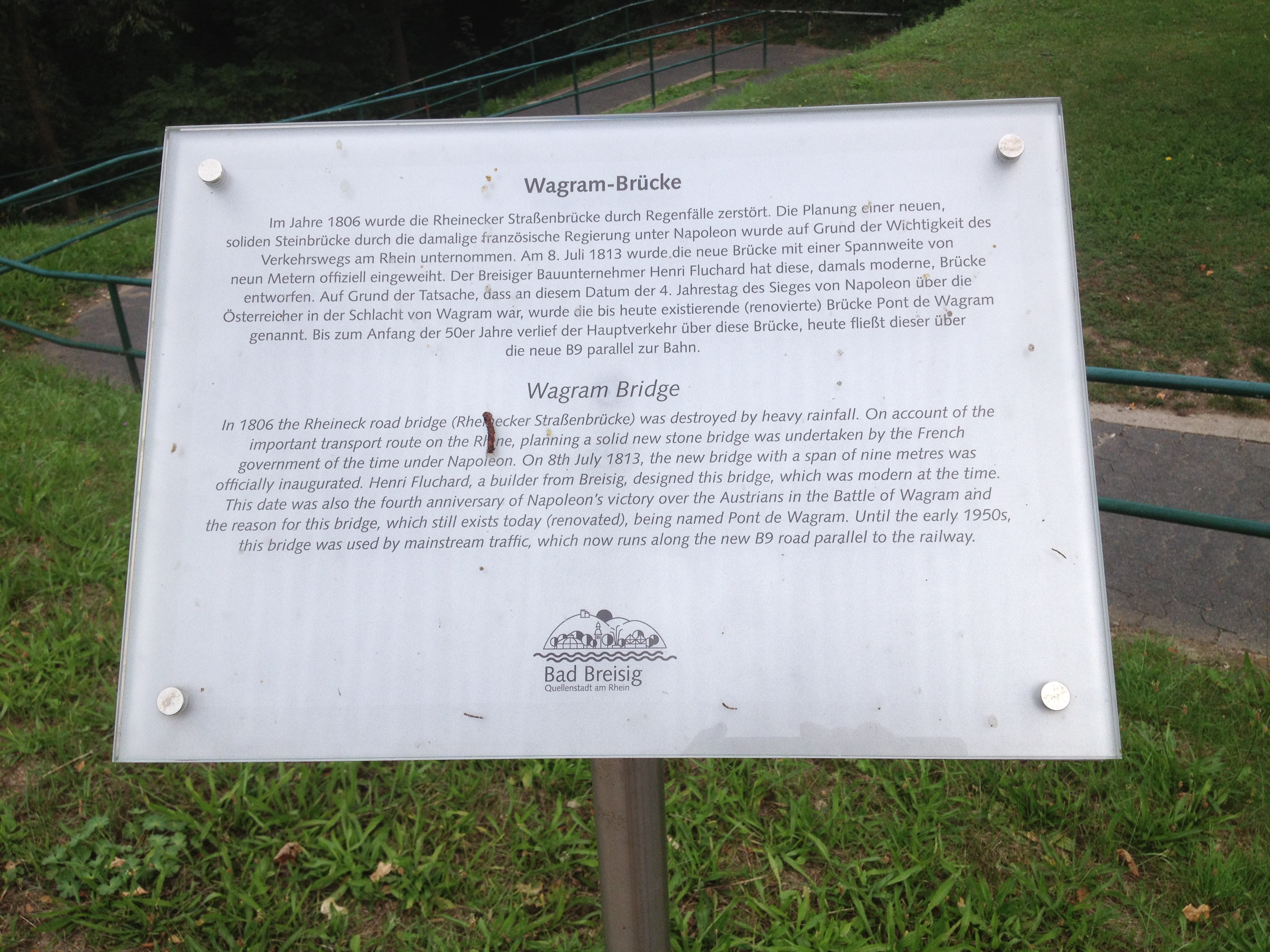
Informationstafel Wagram-Brücke bei Bad Breisig

Am 4. Jahrestag der Schlacht wurde im Jahr  1813 die Wagram-Brücke über den Vinxtbach im heutigen Bad Breisig-Rheineck eingeweiht. Die vorherige Brücke war 1806 bei einem Hochwasser zerstört worden. Im Jahr 1859 wurde in Deutsch-Wagram die „Monumentalkapelle“ als erste Gedenkstätte an die Schlacht bei Wagram von Hugo Freiherr von Tkalcsevich zum 50-jährigen Gedenken an die Schlacht bei Wagram gestiftet. 50 Jahre später wurde das Denkmal der Schlacht bei Wagram ebenda vom Bildhauer Franz Seifert (1866–1951) entworfen und 1909 auf Initiative von Anton Pfalz errichtet.
Weitere 50 Jahre später (1959) wurde das Heimatmuseum unter der Leitung des Historikers und Schuldirektors Otto Schilder in Deutsch-Wagram eröffnet, welches seit 1993 als Napoleon- und Heimatmuseum und seit 2024 als Napoleon- und Stadtmuseum im denkmalgeschützten Erzherzog Carl-Haus von Deutsch-Wagram bis heute besteht und in dem Generalissimus Erzherzog Karl in der Zeit vom 4. Juni 1809 bis zum 6. Juli 1809 sein Hauptquartier hatte. Unter dem Titel Geschichte in Stein oder auch Signum Wagram 1809 wurde am 3. Juli 1960 das Schlachtfeld mit 20 Gedenkstätten an 14 Orten unter Initiative desselben markiert und realisiert. Die Schlachtfeldsignierung von Aspern und Wagram 1809 wurde später zusammengefasst, heute bestehen 30 Gedenksteine- und stätten in 14 Gemeinden, die die wichtigsten Punkte des Geschehens von 1809 kennzeichnen. Die Avenue de Wagram, eine der Straßen, die auf den Triumphbogen in Paris und die Place Charles de Gaulle zuführt, ist nach der Schlacht benannt.